# لوكهيد إل-1649 ستارلاينر
لوكهيد إل-1649 ستارلاينر (بالإنجليزية: Lockheed L-1649 Starliner)‏ هي طائرة خطوط جوية بأربع محركات أنتجت في 1956 بالولايات المتحدة. من صناعة شركة لوكهيد. كان أول طيران لها في أكتوبر 10, 1956. انتهت خدمتها في 1980. صنع منها 44 طائرة، وسعر الطائرة الواحدة منها هو 3,000,000 دولار.

## المستخدمون
- لوفتهانزا
- الخطوط الجوية الفرنسية